# Bhimnal, Gulbarga
Bhimnal là một làng thuộc tehsil Gulbarga, huyện Gulbarga, bang Karnataka, Ấn Độ.